# 2022년 동해안 산불
2022년 동해안 산불은 경상북도 울진군·강원도 삼척시, 강원도 강릉시·동해시, 강원도 영월군, 부산광역시 기장군의 아홉산 등 대한민국 동해안에 위치한 산지에서 동시다발적으로 발생한 산불을 일컫는다. 2022년 3월 4일 울진 지역에서 시작된 산불이 삼척 지역으로 확대되었다. 동시에 강원도 지역에서도 산불이 잇따라 발생하면서 인력이 분산되고, 연무와 강풍으로 인해 산불 진화에 어려움을 겪고 있다. 현재까지 14,022헥타르의 산림이 소실되었으며, 정부는 울진, 삼척 지역을 특별재난지역으로 선포했다. 현재 강릉과 동해 지역의 산불 진화율은 95%, 울진과 삼척 지역의 진화율은 70%이다. 2022년 3월 13일에 최종 진화되었고 213시간여만에 불이 꺼졌다.

## 울진-삼척 산불
3월 4일 울진군 북면에서 발화한 산불이 강풍을 타고 북쪽으로 번져 강원도 삼척시 일원까지 확산된 산불이다.

## 강릉-동해 산불
3월 4일 강릉시 성산면, 3월 5일 강릉시 옥계면에서 발화한 산불이다. 옥계면 산불은 마을 주민의 방화로 인해 발생한 산불이라고 한다.

## 기부단체
- 희망브릿지 : 산불 발생 직후 긴급 구호를 위한 상황 파악을 위해 현장 출동을 하였고, 비상근무체제에 돌입하여 정부부처 및 자치단체와 긴밀히 협조 중에 있다.
- 국제구호개발 NGO 굿피플 : 생필품, 비상식량, 방역물품 등 약 1억 원 규모의 1차적으로 구호 물품을 지원하고, 긴급구호 캠페인 통해 추가적인 지원방안 모색할 예정이다.[3]

## 같이 보기
- 동해안 산불
- 2019년 강원도 산불